# Collegiata dello Spirito Santo
La collegiata dello Spirito Santo, sede del santuario diocesano di San Giovan Giuseppe della Croce, è una chiesa di Ischia, situata nella località di Ischia Ponte. Da alcuni anni è sede dell'antica parrocchia di Santa Maria Assunta.

## Storia
Una primitiva cappella dedicata a santa Sofia fu fatta costruire agli inizi del XVI secolo dalla famiglia Cossa: questa, intorno al 1570, venne affidata ai marinai del borgo e dieci anni più tardi, per volere del vescovo Fabio Polverino, divenne sede parrocchiale, al posto della chiesa di San Vito a Campagnano. Grazie alle numerose offerte fatte dai fedeli che si recavano alla cappella, addossato a questa, nel 1613, venne costruito un piccolo ospedale. Tuttavia nel 1636 sia la cappella che l'ospedale furono abbattuti per far posto ad una nuova chiesa: i lavori terminarono nel 1672 e la nuova struttura, dedicata allo Spirito Santo, fu consacrata nel 1676; nel 1851, per volere di papa Pio IX, venne elevata a collegiata con la creazione di un capitolo di canonici.

## Descrizione

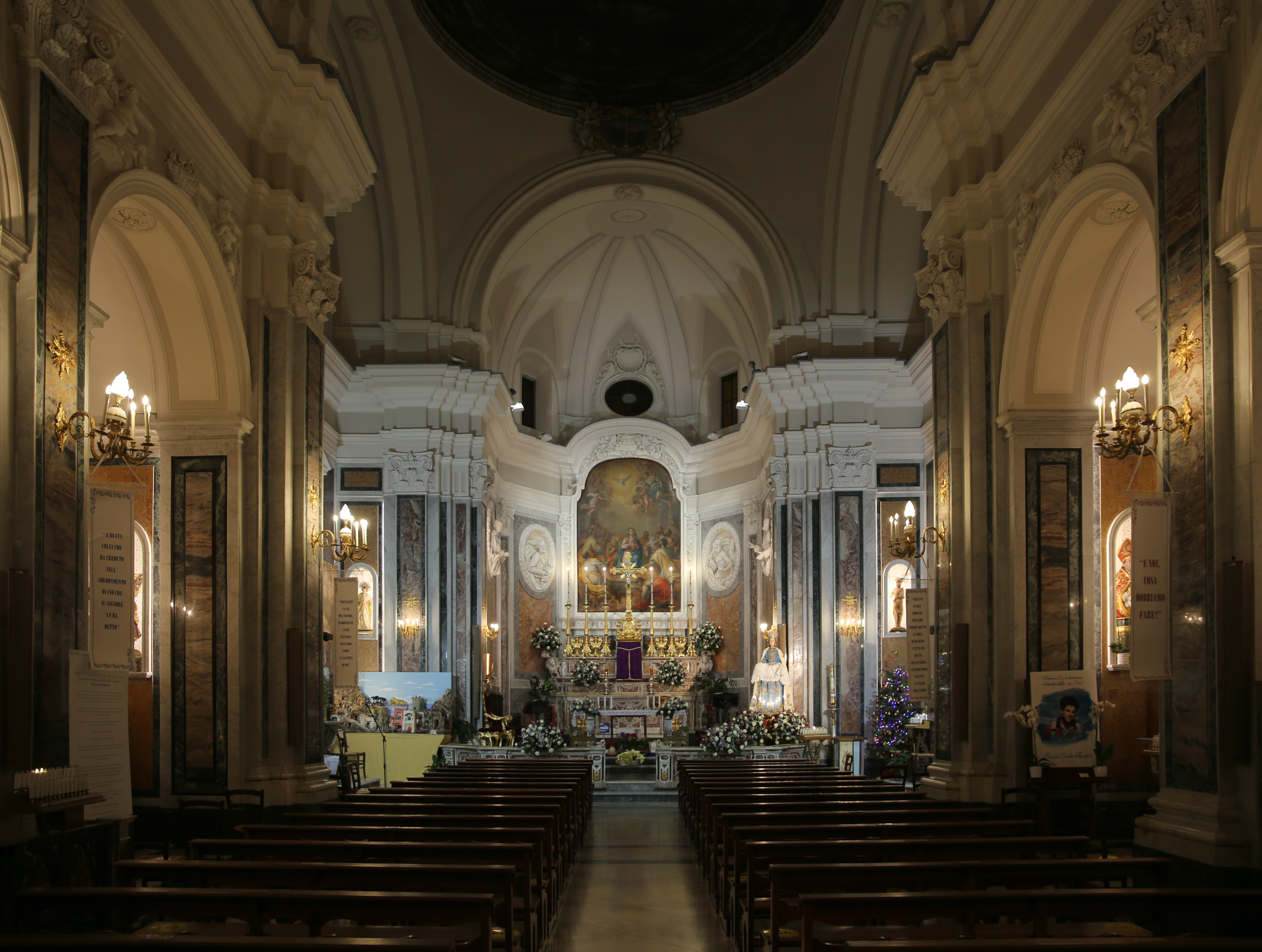
L'interno

L'accesso alla chiesa, posta nelle immediate vicinanze della cattedrale di Santa Maria Assunta e della chiesa di Santa Maria di Costantinopoli, è data da una scalinata in piperno: la facciata è intonacata in bianco e non presenta elementi decorativi, se non una sottile trabeazione che divide la parte inferiore, dove è posto il portale d'ingresso, da quella superiore, terminante ad arco, con al centro un finestrone.
Internamente è a croce latina, a navata unica, con volta decorata da partiti geometrici: sulla controfacciata, a sinistra, è posto un fonte battesimale del XIX secolo e una tela di ignoto del 1709, raffigurante San Francesco Saverio che battezza un negretto, mentre a destra due tavole, una con soggetto la Madonna della Salvazione, di ignoto, del XVII secolo, l'altra la Madonna con Bambino e santi, ritrovata sul retro della tela posta sull'altare maggiore e attribuita in un primo tempo a Marco dal Pino e in seguito a Michele Manchelli. 
Lungo i lati della si aprono tre cappelle: nella prima del lato sinistro è presente una tela della Madonna con Bambino, opera di ignoto proveniente dalla scuola napoletana, vicino a Francesco Solimena, nella seconda la statua di san Giovan Giuseppe della Croce e nella terza tela della Madonna del Rosario, contornata da quindici piccoli quadretti a raffigurare i misteri del Rosario, attribuita a Giuseppe Bonito, come certificato da un documento che ne attesta il pagamento di trenta ducati: la tela è stata realizzata nel 1786, utilizzandone una già precedentemente dipinta. La prima cappella del lato destro ha una tela rappresentate la Sacra Famiglia con sant'Anna, san Gioacchino e san Giovannino, opera simile a quella ospitata nella chiesa dei Santi Filippo e Giacomo a Napoli, di Fabrizio Santafede; la seconda è ornata con una statua di san Pietro ed altre due statue poste in nicchie laterali, mentre la terza ha una tela dell'Annunciazione del 1776, attribuita a Vincenzo Diano.

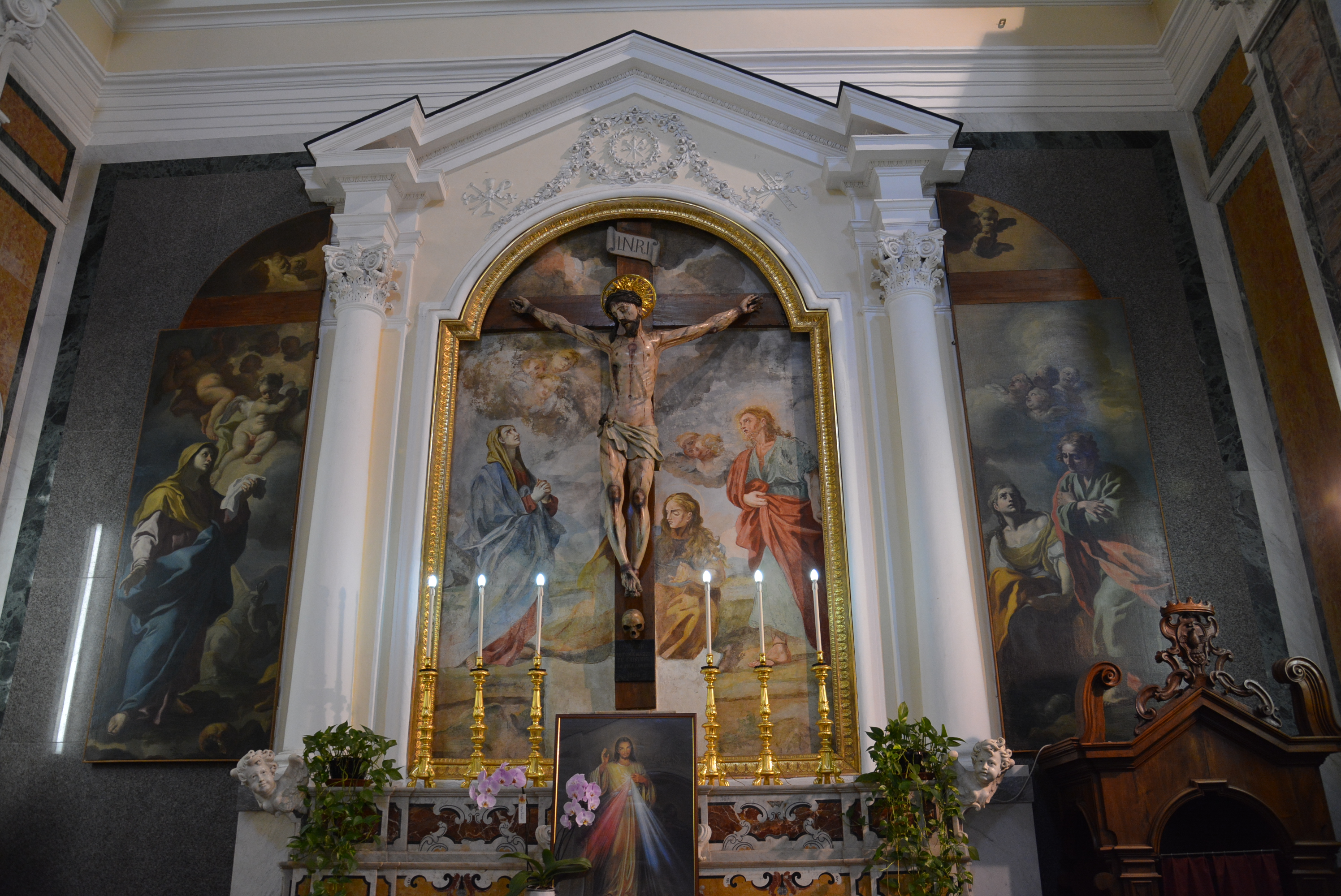
Crocifisso con Calvario, opera di Giuseppe Bonito

La zona del transetto presenta nella parte centrale una bassa cupola, mentre lateralmente sono posti due altari, di fattura di Antonio Di Lucca, nella seconda metà del XVIII secolo; in particolare: sulla sinistra è una tela raffigurante la Madonna delle Grazie di Paolo De Matteis, del 1710, mentre sulla destra è un crocifisso ligneo del XVIII secolo, inserito in un dipinto di Giuseppe Bonito, con soggetto il Calvario, opera del 1768. L'altare maggiore, protetto da una balaustra, è realizzato in marmi policromi: sul fondo è posta una tela di Alfonso Di Spigna, la Pentecoste, del 1768, contornata da una cornice in stucco opera di Cesare Starace, lo stesso autore che arricchì la zona absidale con quattro altorilievi in stucco raffiguranti i quattro apostoli marinai: san Giovanni evangelista, san Pietro, sant'Andrea e san Giacomo.
Tra la prima e la seconda cappella è posta, sul lato sinistro, un'uscita secondaria, mentre, sul lato destro, la sacrestia: al suo interno conserva un armadio del XIX secolo contenente un calice in argento realizzato da Gennaro Russo, un baldacchino in argento del XVIII secolo, un affresco del XVI secolo, con tema quello del Castello Aragonese, ed una tela del Traditio clavium, della bottega di Fabrizio Santafede. 
Accanto alla chiesa si erge il campanile: ha una forma piramidale e cupola a pera, rivestita esteriormente da mattonelle gialle e verdi.